# Campionati del mondo di atletica leggera indoor 2010 - 60 metri piani maschili
La competizione si è svolta su due giorni: il primo turno il 12 marzo 2010, mentre le semifinali e la finale il 13 marzo 2010.

## Podio
| #       | Atleta          | Nazionalità       | Tempo |
| ------- | --------------- | ----------------- | ----- |
| Oro     | Dwain Chambers  | Regno Unito       | 6"48  |
| Argento | Michael Rodgers | Stati Uniti       | 6"53  |
| Bronzo  | Daniel Bailey   | Antigua e Barbuda | 6"57  |

## Record
Prima di questa competizione, il record del mondo (RM) e il record dei campionati (RC) erano i seguenti:
| Record                | Prestazione | Atleta                     | Data                              | Competizione              |
| --------------------- | ----------- | -------------------------- | --------------------------------- | ------------------------- |
| Record mondiale       | 6"39        | Maurice Greene Stati Uniti | 3 marzo 2001 Atlanta, Stati Uniti | -                         |
| Record dei campionati | 6"42        | Maurice Greene Stati Uniti | 7 marzo 1999 Maebashi, Giappone   | Campionati del mondo 1999 |

## Risultati

### Batterie
| Pos. | Batteria | Nome                      | Nazione                   | Tempo | Note                                     |
| ---- | -------- | ------------------------- | ------------------------- | ----- | ---------------------------------------- |
| 1    | 2        | Dwain Chambers            | Regno Unito               | 6"59  | Q                                        |
| 1    | 1        | Trell Kimmons             | Stati Uniti               | 6"61  | Q                                        |
| 2    | 1        | Samuel Francis            | Qatar                     | 6"63  | Q                                        |
| 1    | 3        | Brian Mariano             | Antille Olandesi          | 6"66  | Q                                        |
| 1    | 5        | Ángel David Rodríguez     | Spagna                    | 6"67  | Q                                        |
| 3    | 1        | Abraham Morlu             | Liberia                   | 6"68  | Q                                        |
| 2    | 3        | Barakat Mubarak Al-Harthi | Oman                      | 6"69  | Q                                        |
| 1    | 4        | Michael Rodgers           | Stati Uniti               | 6"69  | Q                                        |
| 2    | 5        | Nesta Carter              | Giamaica                  | 6"69  | Q                                        |
| 1    | 7        | Daniel Bailey             | Antigua e Barbuda         | 6"70  | Q                                        |
| 3    | 3        | Harry Aikines-Aryeetey    | Regno Unito               | 6"72  | Q                                        |
| 2    | 2        | Ogho-Oghene Egwero        | Nigeria                   | 6"73  | Q                                        |
| 2    | 4        | Rodney Green              | Bahamas                   | 6"73  | Q                                        |
| 3    | 4        | Ronald Pognon             | Francia                   | 6"73  | Q                                        |
| 3    | 5        | Vicente de Lima           | Brasile                   | 6"75  | Q,                                       |
| 4    | 1        | Masashi Eriguchi          | Giappone                  | 6"75  | q,                                       |
| 4    | 3        | Aleksandr Vashurkin       | Russia                    | 6"75  | q                                        |
| 4    | 5        | Roman Smirnov             | Russia                    | 6"75  | q                                        |
| 3    | 2        | Ibrahim Kabia             | Sierra Leone              | 6"76  | Q                                        |
| 1    | 6        | Ryan Moseley              | Austria                   | 6"76  | Q                                        |
| 4    | 4        | Ben Youssef Meïté         | Costa d'Avorio            | 6"76  |                                          |
| 2    | 6        | Churandy Martina          | Antille Olandesi          | 6"77  | Q                                        |
| 3    | 6        | Pascal Mancini            | Svizzera                  | 6"77  | Q                                        |
| 2    | 7        | Reza Ghasemi              | Iran                      | 6"78  | Q                                        |
| 3    | 7        | Peter Emelieze            | Nigeria                   | 6"78  | Q                                        |
| 4    | 6        | Lerone Clarke             | Giamaica                  | 6"78  |                                          |
| 5    | 4        | Martin Krabbe             | Danimarca                 | 6"79  |                                          |
| 6    | 4        | David Lescay              | Cuba                      | 6"79  | Miglior prestazione personale            |
| 4    | 7        | Iván Mocholí              | Spagna                    | 6"79  |                                          |
| 5    | 3        | Yasser Al-Nashri          | Arabia Saudita            | 6"83  | Miglior prestazione personale stagionale |
| 5    | 1        | Teddy Tinmar              | Francia                   | 6"88  |                                          |
| 4    | 2        | Lai Chun Ho               | Hong Kong                 | 6"88  |                                          |
| 6    | 1        | Calvin Kang Li Loong      | Singapore                 | 6"91  | Miglior prestazione personale            |
| 5    | 2        | Ággelos Aggelákis         | Grecia                    | 6"94  |                                          |
| 6    | 3        | Yi Wei-Chen               | Taipei cinese             | 6"96  | Miglior prestazione personale            |
| 7    | 1        | Danny D'Souza             | Seychelles                | 6"97  | Record nazionale                         |
| 8    | 1        | Jared Lewis               | Saint Vincent e Grenadine | 7"06  | Miglior prestazione personale stagionale |
| 5    | 7        | Holder da Silva           | Guinea-Bissau             | 7"07  |                                          |
| 5    | 6        | Adrian Ferreira           | Paraguay                  | 7"26  | Miglior prestazione personale stagionale |
| 6    | 2        | John Howard               | Micronesia                | 7"30  | Miglior prestazione personale            |
| 6    | 6        | Federico Gorrieri         | San Marino                | 7"31  | Miglior prestazione personale stagionale |
| 5    | 5        | Moses Kamut               | Vanuatu                   | 7"32  | Record nazionale                         |
| 7    | 4        | Jack Iroga                | Isole Salomone            | 7"35  | Miglior prestazione personale            |
| 7    | 2        | Moussa Camara             | Guinea                    | 7"39  | Miglior prestazione personale            |
| 7    | 6        | Sibusiso Matsenjwa        | eSwatini                  | 7"39  | Miglior prestazione personale            |
| 7    | 3        | Leon Mengloi              | Palau                     | 7"45  | Record nazionale                         |
| 6    | 7        | George Pine               | Kiribati                  | 7"46  | Miglior prestazione personale            |
| 6    | 5        | Yacouba Mamane            | Niger                     | 7"50  | Miglior prestazione personale            |
| 7    | 7        | Tiraa Arere               | Isole Cook                | 7"64  | Miglior prestazione personale            |
| 8    | 6        | Jalal Kassab              | Palestina                 | 7"65  | Miglior prestazione personale            |
| 8    | 3        | Quaski Itaia              | Nauru                     | 7"66  | Miglior prestazione personale            |
| -    | 5        | Rolf Fongué               | Svizzera                  | DQ    |                                          |
| -    | 5        | Mohamed Faisal            | Brunei                    | DNS   |                                          |

### Semifinali
| Pos. | Batteria | Nome                      | Nazione           | Tempo | Note                                     |
| ---- | -------- | ------------------------- | ----------------- | ----- | ---------------------------------------- |
| 1    | 1        | Dwain Chambers            | Regno Unito       | 6"51  | Q                                        |
| 1    | 2        | Trell Kimmons             | Stati Uniti       | 6"55  | Q,                                       |
| 1    | 3        | Mike Rodgers              | Stati Uniti       | 6"56  | Q                                        |
| 2    | 2        | Daniel Bailey             | Antigua e Barbuda | 6"62  | Q                                        |
| 2    | 1        | Nesta Carter              | Giamaica          | 6"64  | Q                                        |
| 2    | 3        | Ronald Pognon             | Francia           | 6"64  | Q                                        |
| 3    | 2        | Samuel Francis            | Qatar             | 6"64  | q                                        |
| 4    | 2        | Ibrahim Kabia             | Sierra Leone      | 6"65  | q,                                       |
| 3    | 3        | Churandy Martina          | Antille Olandesi  | 6"65  |                                          |
| 4    | 3        | Rodney Green              | Bahamas           | 6"65  | Record nazionale                         |
| 3    | 1        | Peter Emelieze            | Nigeria           | 6"66  |                                          |
| 4    | 1        | Abraham Morlu             | Liberia           | 6"67  | Record nazionale                         |
| 5    | 1        | Barakat Mubarak Al-Harthi | Oman              | 6"67  | Record nazionale                         |
| 5    | 2        | Ogho-Oghene Egwero        | Nigeria           | 6"68  |                                          |
| 5    | 3        | Vicente de Lima           | Brasile           | 6"69  | Miglior prestazione personale stagionale |
| 6    | 1        | Ángel David Rodríguez     | Spagna            | 6"69  |                                          |
| 6    | 2        | Pascal Mancini            | Svizzera          | 6"70  |                                          |
| 6    | 3        | Ryan Moseley              | Austria           | 6"71  |                                          |
| 7    | 3        | Roman Smirnov             | Russia            | 6"74  |                                          |
| 7    | 1        | Masashi Eriguchi          | Giappone          | 6"77  |                                          |
| 7    | 2        | Aleksandr Vashurkin       | Russia            | 6"77  |                                          |
| 8    | 1        | Reza Ghasemi              | Iran              | 6"80  |                                          |
| -    | 2        | Harry Aikines-Aryeetey    | Regno Unito       | DNF   |                                          |
| -    | 3        | Brian Mariano             | Antille Olandesi  | DQ    |                                          |

### Finale
| Pos.    | Nome            | Nazione           | Tempo | Note                                    |
| ------- | --------------- | ----------------- | ----- | --------------------------------------- |
| Oro     | Dwain Chambers  | Regno Unito       | 6"48  | Miglior prestazione mondiale stagionale |
| Argento | Michael Rodgers | Stati Uniti       | 6"53  |                                         |
| Bronzo  | Daniel Bailey   | Antigua e Barbuda | 6"57  |                                         |
| 4       | Trell Kimmons   | Stati Uniti       | 6"59  |                                         |
| 5       | Samuel Francis  | Qatar             | 6"62  |                                         |
| 6       | Ronald Pognon   | Francia           | 6"65  |                                         |
| 7       | Nesta Carter    | Giamaica          | 6"72  |                                         |
| -       | Ibrahim Kabia   | Sierra Leone      | DNS   |                                         |